# كارتر بورول
كارتر بورول (بالإنجليزية: Carter Burwell)‏ (مواليد 18 نوفمبر 1955 في مدينة نيويورك) ملحن ومؤلف موسيقى أفلام، خريج كلية هارفرد.
كمؤلف للموسيقى التصويرية لدى بورول تاريخ مشترك مع الأخوين كوين مقدما موسيقى جميع الأفلام التي قدماها عدا "O Brother" و"Where Art Thou? " كما قد موسيقى لأفلام المخرج سبايك جونز.
من بين أشهر أعماله التي لاتعود للأخوين كوين وعزفت الفرقة في 1993، نظرية المؤامرة في 1997، هاملت العام 2000، السجين الإسباني العام 1997، قبل أن يعلم الشيطان أنك ميت في 2007، في بروج في 2008، نجوم براقة في 2008.
بورول كمعظم المؤلفين الموسيقيين درس البيانو، كما بدأ في تلقي دروس موسيقية عندما كان في سن السابعة. وهو متزوج من كريستن سكيولي منذ 1999.

## أفلام حملت موسيقاه
- 1984: Blood Simple
- 1986: Psycho III
- 1987: Raising Arizona
- 1990: Miller's Crossing
- 1991: Barton Fink
- 1992: Buffy the Vampire Slayer (film)
- 1993: This Boy's Life (film)
- 1993: Wayne's World 2
- 1993: Kalifornia
- 1993: And the Band Played On
- 1994: The Hudsucker Proxy
- 1995: Rob Roy
- 1995: مغامرات بندق
- 1996: Fear
- 1996: فارغو
- 1997: Conspiracy Theory
- 1997: The Spanish Prisoner
- 1997: The Jackal
- 1998: Velvet Goldmine
- 1998: The Big Lebowski
- 1998: Gods and Monsters
- 1999: Mystery, Alaska
- 1999: ثلاثة ملوك
- 1999: Being John Malkovich
- 2000: Before Night Falls
- 2000: Hamlet (2000 film)
- 2002: الرجل الذي لم يكن هناك
- 2002: Adaptation
- 2003: Intolerable Cruelty
- 2004: The Ladykillers
- 2004: Kinsey
- 2004: The Alamo
- 2006: The Hoax
- 2006: Fur: An Imaginary Portrait of Diane Arbus
- 2007: لا وطن للمسنين
- 2007: Before the Devil Knows You're Dead
- 2008: In Bruges
- 2008: Burn After Reading
- 2008: Twilight (2008 film)
- 2009: Where the Wild Things Are
- 2012: The Fifth Estate